# Conflans-Sainte-Honorine
Conflans-Sainte-Honorine – miejscowość i gmina we Francji, w regionie Île-de-France, w departamencie Yvelines. Przez miejscowość przepływa Sekwana. Nazwa miejscowości pochodzi od imienia św. Honoryny.
Według danych na rok 1990 gminę zamieszkiwało 31 467 osób, a gęstość zaludnienia wynosiła 3178 osób/km² (wśród 1287 gmin regionu Île-de-France Conflans-Sainte-Honorine plasuje się na 70. miejscu pod względem liczby ludności, natomiast pod względem powierzchni na miejscu 386.).

## Współpraca
Miejscowości partnerskie:
- Chimay, Belgia
- Hanau, Niemcy
- Ramsgate, Wielka Brytania
- Tessaoua, Niger